# Import-Export – Eine Reise in die deutsch-türkische Vergangenheit
Import-Export – Eine Reise in die deutsch-türkische Vergangenheit ist ein deutscher Dokumentarfilm von Eren Önsöz, der deutsch-türkische Beziehungen von den Anfängen bis zur Gegenwart thematisiert.

## Allgemeine Informationen
Der Film ist der Abschlussfilm der Regisseurin an der Kunsthochschule für Medien Köln. Das dokumentarische Roadmovie zeigt in unterhaltsamer Form deutsch-türkische Begegnungen aus 500 Jahren. Gefördert wurde es von der Filmstiftung NRW. Weitere Geldgeber waren kontext, Gesellschaft zur Förderung junger Journalisten, Turkish Airlines, Öger Tours, Ford und Hilton Ankara. Import-Export wurde auf dem 27. Filmfestival des Max-Ophüls-Preises uraufgeführt, 2006 auf den Türkischen Filmtagen München und dem Münchener Forum Goethe-Institut gezeigt, 2007 auf dem PASO Studentenfilmfestival der Universität Bilkent. Im Oktober 2007 wurde der Film auch im WDR-Fernsehen ausgestrahlt.

## Inhalte
Import-Export stellt die Einwanderung aus der Türkei in die Bundesrepublik Deutschland der letzten Jahrzehnte nicht in das Zentrum der Darstellung, sondern nimmt sie vielmehr als Ausgangspunkt, wenn gefragt wird, warum das Bild, das Deutsche von Türken haben, auch nach Jahrzehnten des Zusammenlebens in Deutschland und Jahrhunderte währenden Beziehungen so reduziert ist. Berichtet wird im Folgenden zum Beispiel über christianisierte Beutetürken, über die bis heute im „kollektiven Bewußtsein der Deutschen“ verankerte Türkenangst, welche sich zum Teil noch in Kinderbüchern, die in den letzten Jahren veröffentlicht wurden, manifestiert, aber auch Episoden wie die deutsch-türkische Waffenbrüderschaft während des Ersten Weltkriegs, der sich heute weniger erinnert wird. Erklärt werden verschiedene deutsche Orts- und Straßennamen, in denen das Wort Türke vorkommt und Begriffe wie den Karnevalsruf Türken Hopp, der in Deutschland ebenfalls lange vor der türkischen Arbeitsmigration nach Europa geprägt wurde. Mit dem Publizisten Götz Aly spürt der Film einen direkten Nachfahren eines Kammertürken, der vor Jahrhunderten im Dienst von Schloss Sanssouci stand, auf. Erzählt wird auch die Geschichte des einzigen türkischen Schusters in der DDR, und der Heimatforscher Gültekin Emre, der speziell die jahrhundertelange Geschichte der Türken an der Spree erforscht hat, führt die Autorin an historische Orte der Begegnung Deutscher und Türken. In der Türkei geht der Film Spuren deutscher Exilanten zwischen 1933 und 1945 nach, zeigt beispielsweise das von deutschen Architekten erbaute türkische Parlament und in der Türkei aufgewachsene Deutsche wie Edzard Reuter und den literarischen Übersetzer Cornelius Bischoff, die noch heute akzentfrei Türkisch sprechen und die Türkei neben Deutschland als ihre Heimat empfinden. Zuletzt werden moderne deutsche Arbeitsmigranten in der Türkei – prominentester Christoph Daum – gezeigt. Letzterer berichtet über Steine, die ihm der deutsche Staat bei der Annahme der türkischen Staatsbürgerschaft in den Weg legt. In dem Film sind ferner Asaf Pekdeğer, dessen Familie seit Generationen immer mal wieder in Deutschland gelebt hat, und Yaşar Kemal zu sehen.

## Auszeichnungen
- Sonderpreis der Jury „Dok-Film“ auf dem Hachenburger Filmfest 2007
- Nominierungen
  - Babelsberger Medienpreise 2006: „Bester Absolventen-Dokumentarfilm“
  - Kasseler Dokumentarfilm- und Videofest 2006: „Goldener Schlüssel“